# Coppa Italia 1981-1982
La Coppa Italia 1981-1982 fu la 35ª edizione della manifestazione calcistica. Iniziò il 23 agosto 1981 e si concluse il 20 maggio 1982.
Fu vinta dall'Inter, in finale contro il Torino. Per i piemontesi si trattò della terza sconfitta consecutiva nell'atto conclusivo della manifestazione.

## Primo turno

### Girone 1
| Squadra     | P.ti | G | V | N | P | GF | GS | DR |
| ----------- | ---- | - | - | - | - | -- | -- | -- |
| 1. Torino   | 6    | 4 | 3 | 0 | 1 | 6  | 1  | +5 |
| 2. Juventus | 5    | 4 | 2 | 1 | 1 | 7  | 4  | +3 |
| 3. Perugia  | 5    | 4 | 1 | 3 | 0 | 3  | 2  | +1 |
| 4. Rimini   | 3    | 4 | 1 | 1 | 2 | 3  | 5  | -2 |
| 5. Cavese   | 1    | 4 | 0 | 1 | 3 | 0  | 7  | -7 |

| Arbitro: | Ballerini (La Spezia) |

|                |           |  |
| Cavagnetto 51’ | Marcatori |  |

| Arbitro: | Longhi (Roma) |

|            |           |                             |
| Bilardi 9’ | Marcatori | 26’ Bettega 59’, 73’ Virdis |

| Arbitro: | Mattei (Macerata) |

|  |           |                            |
|  | Marcatori | 3’ Marocchino 83’ Tardelli |

| Arbitro: | Magni (Bergamo) |

|                        |           |  |
| Pulici 71’ Mariani 81’ | Marcatori |  |

| Arbitro: | D'Elia (Salerno) |

|                       |           |                        |
| Brady 11’ Bettega 46’ | Marcatori | 49’ Ambu 90’ Dal Fiume |

| Arbitro: | Giaffreda (Roma) |

|                         |           |  |
| Baldoni 6’ Saltutti 31’ | Marcatori |  |

| Perugia 2 settembre 1981, ore 21:00 CEST 4ª giornata | Perugia            | 0 – 0 referto | Rimini | Stadio Renato Curi\| Arbitro: \| Lombardo (Marsala) \| |
| Arbitro:                                             | Lombardo (Marsala) |               |        |                                                        |

| Arbitro: | Lanese (Messina) |

|                                    |           |  |
| Dossena 34’ Pulici 71’ (rig.), 86’ | Marcatori |  |

| Frosinone 6 settembre 1981, ore 20:30 CEST 5ª giornata | Cavese             | 0 – 0 referto | Perugia | Stadio Matusa v\| Arbitro: \| Patrussi (Ravenna) \| |
| Arbitro:                                               | Patrussi (Ravenna) |               |         |                                                     |

| Arbitro: | Bergamo (Livorno) |

|  |           |             |
|  | Marcatori | 61’ Dossena |

### Girone 2
| Squadra      | P.ti | G | V | N | P | GF | GS | DR |
| ------------ | ---- | - | - | - | - | -- | -- | -- |
| 1. Catanzaro | 6    | 4 | 2 | 2 | 0 | 7  | 1  | +6 |
| 2. Palermo   | 5    | 4 | 1 | 3 | 0 | 3  | 2  | +1 |
| 3. Pistoiese | 4    | 4 | 1 | 2 | 1 | 3  | 3  | 0  |
| 4. Cesena    | 3    | 4 | 1 | 1 | 2 | 3  | 5  | -2 |
| 5. Catania   | 2    | 4 | 1 | 0 | 3 | 2  | 7  | -5 |

| Arbitro: | Altobelli (Roma) |

|            |           |  |
| Bordon 26’ | Marcatori |  |

| Arbitro: | Pezzella (Frattamaggiore) |

|        |           |                 |
| Re 22’ | Marcatori | 17’ De Stefanis |

| Arbitro: | Angelelli (Terni) |

|  |           |                                     |
|  | Marcatori | 22’, 38’ Bivi 76’ Sabato 78’ Borghi |

| Arbitro: | Parussini (Udine) |

|              |           |  |
| Desolati 75’ | Marcatori |  |

| Arbitro: | Tonolini (Milano) |

|                                 |           |             |
| Barlassina 59’ (rig.) Morra 62’ | Marcatori | 73’ Rognoni |

| Palermo 30 agosto 1981, ore 17:00 CEST 3ª giornata | Palermo          | 0 – 0 referto | Catanzaro | Stadio La Favorita\| Arbitro: \| Paparesta (Bari) \| |
| Arbitro:                                           | Paparesta (Bari) |               |           |                                                      |

| Catanzaro 2 settembre 1981, ore 16:30 CEST 4ª giornata | Catanzaro     | 0 – 0 referto | Pistoiese | Stadio Comunale\| Arbitro: \| Ciulli (Roma) \| |
| Arbitro:                                               | Ciulli (Roma) |               |           |                                                |

| Arbitro: | Pairetto (Torino) |

|            |           |             |
| Bordon 42’ | Marcatori | 13’ Calloni |

| Arbitro: | D'Elia (Salerno) |

|                                 |           |                   |
| Bivi 30’, 75’ (rig.) Borghi 40’ | Marcatori | 68’ (rig.) Bordon |

| Arbitro: | Facchin (Udine) |

|             |           |  |
| Vailati 73’ | Marcatori |  |

### Girone 3
| Squadra    | P.ti | G | V | N | P | GF | GS | DR  |
| ---------- | ---- | - | - | - | - | -- | -- | --- |
| 1. Inter   | 6    | 4 | 2 | 2 | 0 | 9  | 3  | +6  |
| 2. Verona  | 6    | 4 | 3 | 0 | 1 | 7  | 3  | +4  |
| 3. Milan   | 5    | 4 | 2 | 1 | 1 | 8  | 4  | +4  |
| 4. SPAL    | 2    | 4 | 0 | 2 | 2 | 2  | 5  | -3  |
| 5. Pescara | 1    | 4 | 0 | 1 | 3 | 0  | 11 | -11 |

| Arbitro: | Barbaresco (Cormons) |

|  |           |                                        |
|  | Marcatori | 6’ Oriali 47’ Bagni 70’, 71’ Altobelli |

| Arbitro: | Redini (Pisa) |

|                |           |  |
| Penzo 17’, 43’ | Marcatori |  |

| Arbitro: | Prati (Parma) |

|                         |           |  |
| Baresi 6’ Altobelli 84’ | Marcatori |  |

| Pescara 26 agosto 1981, ore 21:00 CEST 2ª giornata | Pescara                    | 0 – 0 referto | SPAL | Stadio Adriatico\| Arbitro: \| Esposito (Torre del Greco) \| |
| Arbitro:                                           | Esposito (Torre del Greco) |               |      |                                                              |

| Arbitro: | Lops (Torino) |

|                                                          |           |  |
| Novellino 1’ Mandressi 15’ Collovati 36’ Jordan 55’, 75’ | Marcatori |  |

| Arbitro: | Bergamo (Livorno) |

|           |           |           |
| Giani 16’ | Marcatori | 65’ Bagni |

| Arbitro: | Altobelli (Roma) |

|                |           |  |
| Battistini 78’ | Marcatori |  |

| Arbitro: | Benedetti (Roma) |

|                            |           |  |
| Di Gennaro 32’ Fattori 85’ | Marcatori |  |

| Arbitro: | Agnolin (Bassano del Grappa) |

|                           |           |                          |
| Altobelli 23’ Bergomi 89’ | Marcatori | 21’ Novellino 49’ Jordan |

| Arbitro: | Tani (Livorno) |

|             |           |                                          |
| Capuzzo 87’ | Marcatori | Di Gennaro 16’ Guidolin 34’ Odorizzi 77’ |

### Girone 4
| Squadra           | P.ti | G | V | N | P | GF | GS | DR |
| ----------------- | ---- | - | - | - | - | -- | -- | -- |
| 1. Sampdoria      | 5    | 4 | 2 | 1 | 1 | 5  | 2  | +3 |
| 2. Cagliari       | 5    | 4 | 1 | 3 | 0 | 3  | 2  | +1 |
| 3. Lecce          | 4    | 4 | 0 | 4 | 0 | 4  | 4  | 0  |
| 4. Como           | 3    | 4 | 0 | 3 | 1 | 3  | 4  | -1 |
| 5. Sambenedettese | 3    | 4 | 0 | 3 | 1 | 2  | 5  | -3 |

| Arbitro: | Tubertini (Bologna) |

|           |           |                 |
| Ravot 60’ | Marcatori | 53’ Magistrelli |

| Arbitro: | Menicucci (Firenze) |

|            |           |  |
| Zanone 58’ | Marcatori |  |

| Arbitro: | Lombardo (Marsala) |

|           |           |            |
| Gobbo 75’ | Marcatori | 14’ Caccia |

| Lecce 26 agosto 1981, ore 17:00 CEST 2ª giornata | Lecce             | 0 – 0 referto | Sampdoria | Stadio Via del Mare\| Arbitro: \| Pairetto (Torino) \| |
| Arbitro:                                         | Pairetto (Torino) |               |           |                                                        |

| Arbitro: | Patrussi (Ravenna) |

|                               |           |                                   |
| Improta 30’ (rig.) Tacchi 71’ | Marcatori | 11’ (rig.) Nicoletti 63’ Fontolan |

| San Benedetto del Tronto 30 agosto 1981, ore 17:00 CEST 3ª giornata | Sambenedettese | 0 – 0 referto | Cagliari | Stadio Fratelli Ballarin\| Arbitro: \| Tani (Livorno) \| |
| Arbitro:                                                            | Tani (Livorno) |               |          |                                                          |

| Arbitro: | Longhi (Roma) |

|                       |           |              |
| Bellini 51’ Piras 59’ | Marcatori | 3’ Garritano |

| Arbitro: | Parussini (Udine) |

|            |           |                     |
| Caccia 24’ | Marcatori | 74’ (rig.) Ferrante |

| Como 6 settembre 1981, ore 20:30 CEST 5ª giornata | Como          | 0 – 0 referto | Cagliari | Stadio Giuseppe Sinigaglia\| Arbitro: \| Redini (Pisa) \| |
| Arbitro:                                          | Redini (Pisa) |               |          |                                                           |

| Arbitro: | Bianciardi (Siena) |

|                               |           |  |
| Roselli 7’, 27’ Garritano 61’ | Marcatori |  |

### Girone 5
| Squadra      | P.ti | G | V | N | P | GF | GS | DR |
| ------------ | ---- | - | - | - | - | -- | -- | -- |
| 1. Napoli    | 6    | 4 | 2 | 2 | 0 | 3  | 0  | +3 |
| 2. Bari      | 4    | 4 | 0 | 4 | 0 | 3  | 3  | 0  |
| 3. Avellino  | 4    | 4 | 0 | 4 | 0 | 1  | 1  | 0  |
| 4. Ascoli    | 4    | 4 | 1 | 2 | 1 | 5  | 6  | -1 |
| 5. Cremonese | 2    | 4 | 0 | 2 | 2 | 0  | 2  | -2 |

| Bari 23 agosto 1981, ore 17:30 CEST 1ª giornata | Bari          | 0 – 0 referto | Napoli | Stadio della Vittoria\| Arbitro: \| Ciulli (Roma) \| |
| Arbitro:                                        | Ciulli (Roma) |               |        |                                                      |

| Cremona 23 agosto 1981, ore 20:30 CEST 1ª giornata | Cremonese     | 0 – 0 referto | Avellino | Stadio Giovanni Zini\| Arbitro: \| Lops (Torino) \| |
| Arbitro:                                           | Lops (Torino) |               |          |                                                     |

| Arbitro: | Lanese (Messina) |

|                |           |             |
| Mandorlini 83’ | Marcatori | 15’ Vignola |

| Bari 26 agosto 1981, ore 17:30 CEST 2ª giornata | Bari           | 0 – 0 referto | Cremonese | Stadio della Vittoria\| Arbitro: \| Leni (Perugia) \| |
| Arbitro:                                        | Leni (Perugia) |               |           |                                                       |

| Arbitro: | Facchin (Udine) |

|                                           |           |                            |
| Pircher 21’ Torrisi 47’ (rig.) Perico 67’ | Marcatori | 80’, 90’ Iorio 83’ Bagnato |

| Arbitro: | Bianciardi (Siena) |

|                |           |  |
| Pellegrini 31’ | Marcatori |  |

| Avellino 2 settembre 1981, ore 16:30 CEST 4ª giornata | Avellino             | 0 – 0 referto | Napoli | Stadio Partenio\| Arbitro: \| Barbaresco (Cormons) \| |
| Arbitro:                                              | Barbaresco (Cormons) |               |        |                                                       |

| Arbitro: | Ballerini (La Spezia) |

|  |           |             |
|  | Marcatori | 49’ Carotti |

| Avellino 6 settembre 1981, ore 17:00 CEST 5ª giornata | Avellino       | 0 – 0 referto | Bari | Stadio Partenio\| Arbitro: \| Pieri (Genova) \| |
| Arbitro:                                              | Pieri (Genova) |               |      |                                                 |

| Arbitro: | Menegali (Roma) |

|                  |           |  |
| Musella 54’, 58’ | Marcatori |  |

### Girone 6
| Squadra       | P.ti | G | V | N | P | GF | GS | DR |
| ------------- | ---- | - | - | - | - | -- | -- | -- |
| 1. Fiorentina | 6    | 4 | 3 | 0 | 1 | 7  | 1  | +6 |
| 2. Genoa      | 6    | 4 | 2 | 2 | 0 | 2  | 0  | +2 |
| 3. Varese     | 5    | 4 | 2 | 1 | 1 | 5  | 5  | 0  |
| 4. Brescia    | 2    | 4 | 1 | 0 | 3 | 4  | 6  | -2 |
| 5. Foggia     | 1    | 4 | 0 | 1 | 3 | 2  | 8  | -6 |

| Arbitro: | Agnolin (Bassano del Grappa) |

|  |           |               |
|  | Marcatori | 13’ Antognoni |

| Varese 23 agosto 1981, ore 17:00 CEST 1ª giornata | Varese          | 0 – 0 referto | Genoa | Stadio Franco Ossola\| Arbitro: \| Milan (Treviso) \| |
| Arbitro:                                          | Milan (Treviso) |               |       |                                                       |

| Arbitro: | Falzier (Treviso) |

|                       |           |              |
| Venturi 20’ Adami 66’ | Marcatori | 31’ Musiello |

| Arbitro: | Menegali (Roma) |

|           |           |  |
| Russo 28’ | Marcatori |  |

| Arbitro: | Polacco (Conegliano) |

|                  |           |                          |
| Bozzi 63’ (rig.) | Marcatori | 65’ Bongiorni 84’ Palano |

| Arbitro: | Vitali (Bologna) |

|           |           |  |
| Corti 26’ | Marcatori |  |

| Arbitro: | Angelelli (Terni) |

|                             |           |  |
| Antognoni 9’ Casagrande 62’ | Marcatori |  |

| Benevento 2 settembre 1981, ore 17:30 CEST 4ª giornata | Foggia        | 0 – 0 referto | Genoa | Stadio Santa Colomba \| Arbitro: \| Prati (Parma) \| |
| Arbitro:                                               | Prati (Parma) |               |       |                                                      |

| Arbitro: | Lo Bello (Siracusa) |

|                                                      |           |  |
| Laveneziana 15’ (aut.) Graziani 71’, 89’ Bertoni 73’ | Marcatori |  |

| Arbitro: | Pirandola (Lecce) |

|                                   |           |                               |
| Strappa 6’ Salvadè 12’ Auteri 50’ | Marcatori | 35’ (rig.) Vincenzi 88’ Adami |

### Girone 7
| Squadra     | P.ti | G | V | N | P | GF | GS | DR |
| ----------- | ---- | - | - | - | - | -- | -- | -- |
| 1. Reggiana | 6    | 4 | 2 | 2 | 0 | 6  | 2  | +4 |
| 2. Udinese  | 6    | 4 | 2 | 2 | 0 | 4  | 2  | +2 |
| 3. Bologna  | 4    | 4 | 1 | 2 | 1 | 4  | 4  | 0  |
| 4. Pisa     | 3    | 4 | 1 | 1 | 2 | 3  | 4  | -1 |
| 5. Lazio    | 1    | 4 | 0 | 1 | 3 | 2  | 7  | -5 |

| Arbitro: | Lo Bello (Siracusa) |

|                     |           |                  |
| Ferretti 36’ (rig.) | Marcatori | 40’ (rig.) Paris |

| Arbitro: | Tonolini (Milano) |

|             |           |            |
| Bertoni 31’ | Marcatori | 40’ Muraro |

| Arbitro: | Pirandola (Lecce) |

|              |           |             |
| De Nadai 56’ | Marcatori | 42’ Zandoli |

| Arbitro: | Pieri (Genova) |

|                     |           |  |
| Orlando Pereira 27’ | Marcatori |  |

| Arbitro: | Milan (Treviso) |

|                               |           |  |
| Erba 37’ (rig.) Carnevale 71’ | Marcatori |  |

| Arbitro: | Redini (Pisa) |

|                      |           |                            |
| Causio 1’ Muraro 71’ | Marcatori | 25’ (aut.) Orlando Pereira |

| Arbitro: | Magni (Bergamo) |

|             |           |  |
| Fiorini 15’ | Marcatori |  |

| Reggio Emilia 2 settembre 1981, ore 20:45 CEST 4ª giornata | Reggiana          | 0 – 0 referto | Udinese | Stadio Mirabello\| Arbitro: \| Mattei (Macerata) \| |
| Arbitro:                                                   | Mattei (Macerata) |               |         |                                                     |

| Arbitro: | Paparesta (Bari) |

|                         |           |                              |
| Marocchi 20’ Chiodi 22’ | Marcatori | 45’ Zandoli 76’ Trevisanello |

| Arbitro: | Vitali (Bologna) |

|                             |           |  |
| Bertoni 35’ Bergamaschi 65’ | Marcatori |  |

## Fase finale
La Roma, in quanto detentrice del trofeo, è ammessa di diritto alla fase finale.

## Quarti di finale
| Squadra 1 | Totale | Squadra 2  | Andata | Ritorno         |
| --------- | ------ | ---------- | ------ | --------------- |
| Catanzaro | 2 - 2  | Napoli     | 0 - 1  | 2 - 1           |
| Torino    | 1 - 1  | Fiorentina | 0 - 0  | 1 - 1           |
| Roma      | 4 - 4  | Inter      | 4 - 1  | 0 - 3           |
| Reggiana  | 1 - 1  | Sampdoria  | 1 - 0  | 0 - 1 (3-5 dcr) |

### Tabellini
| Arbitro: | Lanese (Messina) |

|  |           |                |
|  | Marcatori | 45’ Pellegrini |

| Arbitro: | Altobelli (Roma) |

|               |           |                           |
| Vinazzani 75’ | Marcatori | 66’ Năstase 74’ Santarini |

| Torino 18 novembre 1981, ore 20:30 CET Quarti di finale - Andata | Torino           | 0 – 0 referto | Fiorentina | Stadio Comunale\| Arbitro: \| Paparesta (Bari) \| |
| Arbitro:                                                         | Paparesta (Bari) |               |            |                                                   |

| Arbitro: | Angelelli (Terni) |

|             |           |             |
| Massaro 12’ | Marcatori | 31’ Mariani |

| Arbitro: | Lo Bello (Siracusa) |

|                                                                   |           |              |
| Chierico 12’ Faccini 14’ Bini 58’ (aut.) Di Bartolomei 88’ (rig.) | Marcatori | 82’ Prohaska |

| Arbitro: | Menicucci (Firenze) |

|                                   |           |  |
| Beccalossi 22’ Altobelli 48’, 70’ | Marcatori |  |

| Arbitro: | Redini (Pisa) |

|             |           |  |
| Zandoli 84’ | Marcatori |  |

| Arbitro: | Lanese (Messina) |

|                                     |                      |                                              |
| Sala 71’                            | Marcatori            |                                              |
| Roselli Ferroni Rosi Sella Galdiolo | Tiri di rigore 4 – 3 | Erba Bruzzone Trevisanello Galasso Carnevale |

## Semifinali
| Squadra 1 | Totale | Squadra 2 | Andata | Ritorno     |
| --------- | ------ | --------- | ------ | ----------- |
| Sampdoria | 2 - 2  | Torino    | 2 - 1  | 0 - 1       |
| Inter     | 4 - 4  | Catanzaro | 2 - 1  | 2 - 3 (dts) |

### Tabellini
| Arbitro: | Benedetti (Roma) |

|                      |           |               |
| Rosi 7’ Guerrini 84’ | Marcatori | 90’ Bertoneri |

| Arbitro: | Bergamo (Livorno) |

|              |           |  |
| Beruatto 37’ | Marcatori |  |

| Arbitro: | Longhi (Roma) |

|                           |           |            |
| Bergomi 53’ Altobelli 72’ | Marcatori | 39’ Borghi |

| Arbitro: | Redini (Pisa) |

|                                  |           |                                     |
| Bivi 2’ Borghi 65’ Cascione 104’ | Marcatori | 50’ (rig.) Beccalossi 97’ Altobelli |

## Finale
| Squadra 1 | Totale | Squadra 2 | Andata | Ritorno |
| --------- | ------ | --------- | ------ | ------- |
| Inter     | 2 - 1  | Torino    | 1 - 0  | 1 - 1   |

### Andata
| Arbitro: | Bergamo (Livorno) |

| |            | |
| Serena 40’ | Marcatori  | |
| Ivano Bordon Giuseppe Baresi Gabriele Oriali Gianpiero Marini Giuseppe Bergomi Graziano Bini Salvatore Bagni (86' Giancarlo Centi) Herbert Prohaska Alessandro Altobelli Evaristo Beccalossi Aldo Serena | Formazioni | Giuliano Terraneo (72' Renato Copparoni) Agatino Cuttone Luigi Danova Michel van de Korput Renato Zaccarelli Paolo Beruatto Dante Bertoneri Franco Ermini Giuseppe Dossena Giacomo Ferri Paolo Pulici (76' Alessandro Bonesso) |
| Eugenio Bersellini | Allenatori | Massimo Giacomini |

### Ritorno
| Arbitro: | Redini (Pisa) |

| |            | |
| Cuttone 13’ | Marcatori  | Altobelli 23’ |
| Renato Copparoni Agatino Cuttone Luigi Danova Giacomo Ferri Michel van de Korput Paolo Beruatto Alessandro Bonesso Dante Bertoneri Giuseppe Dossena Franco Ermini (84' Claudio Sclosa) Pietro Mariani (73' Adelino Zennaro) | Formazioni | Ivano Bordon Giuseppe Bergomi Giuseppe Baresi Gianpiero Marini Nazzareno Canuti Graziano Bini Salvatore Bagni Herbert Prohaska Alessandro Altobelli Evaristo Beccalossi (79'Aldo Serena) Gabriele Oriali |
| Massimo Giacomini | Allenatori | Eugenio Bersellini |